# Erik Wärnberg
Erik Gunnar Wärnberg, född 20 maj 1919 i Tjärstad, Östergötlands län, död där 27 maj 1983, var en svensk trävaruhandlare och socialdemokratisk politiker. Wärnberg var ledamot av första kammaren 1957–1970 och ledamot av den nya enkammarriksdagen från 1971, invald i Östergötlands läns valkrets. Han är begravd på Tjärstads nya kyrkogård.